# Kup Maršala Tita 1949
La Kup Maršala Tita 1949 fu la 3ª edizione della Coppa di Jugoslavia.
1427 squadre parteciparono alle qualificazioni gestite dalle federazioni repubblicane; 64 furono quelle che raggiunsero la coppa vera e propria (gestita dalla FSJ), che si disputò dal 16 ottobre al 29 novembre 1949, quando fu l'unica manifestazione calcistica ufficiale nell'autunno 1949 dato che il calendario del campionato passò da quello autunno-primavera (Prva Liga 1948-1949) a quello disputato nell'anno solare (Prva Liga 1950).
Alle qualificazioni parteciparono le squadre dei campionati repubblicani (ovvero dalla terza divisione in giù), le società calcistiche degli impianti industriali, le squadre delle cooperative del lavoro contadino e le squadre delle guarnigioni dell'esercito. Nella coppa vera e propria entrarono i club dei campionati federali (le prime due divisioni).
Il trofeo fu vinto dalla Stella Rossa (al secondo successo consecutivo), sconfiggendo in finale il Naša krila.
Il Partizan, vincitore del campionato, uscì ai quarti di finale. Curiosamente, la seconda squadra dei bianconeri fece meglio, raggiungendo le semifinali.

## Legenda
La stagione corretta sarebbe dovuta essere la 1949-50, ma in Jugoslavia questa non fu disputata.

## Squadre qualificate
Le 10 squadre di prima divisione e le 10 di seconda erano qualificate di diritto. Le altre 44, dalle serie inferiori, sono passate attraverso le qualificazioni.

Per la prima volta quest'anno, il regolamento ha permesso ai club di partecipare con più squadre, ma i giocatori potevano giocare per una sola squadra nella stessa stagione di coppa.

### Calendario
| Turno                   | Gare        | Date             | Numero gare | Riduzione squadre |
| ----------------------- | ----------- | ---------------- | ----------- | ----------------- |
| Trentaduesimi di finale | Gara unica  | 16 ottobre 1949  | 32          | 64 → 32           |
| Sedicesimi di finale    | Gara unica  | 23 ottobre 1949  | 16          | 32 → 16           |
| Ottavi di finale        | Gara unica  | 6 novembre 1949  | 8           | 16 → 8            |
| Quarti di finale        | Gara unica  | 20 novembre 1949 | 4           | 8 → 4             |
| Semifinali              | Gara unica  | 27 novembre 1949 | 2           | 4 → 2             |
| Finale                  | Da definire | 29 novembre 1949 | 1           | 2 → 1             |

## Trentaduesimi di finale
La Ponziana si ritirò dalle competizioni jugoslave ed entrò in quelle italiane.
| Squadra 1                       | Risultato   | Squadra 2                  |
| ------------------------------- | ----------- | -------------------------- |
| 16 ottobre 1949                 |             |                            |
| (1) Stella Rossa                | 4 – 1       | Željezničar (3)            |
| (x) Radnički Niš                | 1 – 3       | Sloga Novi Sad (1)         |
| (2) Vardar                      | 1 – 3       | Dinamo Zagabria (1)        |
| (3) Rabotnički                  | 1 – 3       | Proleter Zrenjanin (3)     |
| (3) Milicioner Zagabria         | 9 – 0       | Guarnigione JNA Kičevo (x) |
| (3) 6. Oktobar                  | 3 – 0       | Velež Mostar (3)           |
| (x) Krim Lubiana                | 2 – 2 (dts) | Podrinje Šabac (3)         |
| (1) Budućnost                   | 1 – 1 (dts) | Radnički Belgrado (x)      |
| (1) Partizan                    | 8 – 0       | NK Zagabria (3)            |
| (2) Sarajevo                    | 9 – 0       | Jedinstvo Priština (3)     |
| (3) Napredak Kruševac           | 3 – 2       | Spartak Subotica (2)       |
| (1) Naša krila                  | 4 – 0       | Proleter Osijek II (x)     |
| (x) Radnički Kragujevac         | 3 – 0       | Branik Maribor (3)         |
| (3) FK Belgrado                 | 1 – 3       | Metalac Zagabria (2)       |
| (x) Guarnigione JNA Novi Sad    | 1 – 4       | Metalac Belgrado (1)       |
| (1) Lokomotiva Zagabria         | 6 – 3       | Proleter Osijek (2)        |
| (x) Guarnigione JNA Pola        | 0 – 5       | Partizan Belgrado II (x)   |
| (x) Jedinstvo Čakovec           | 2 – 0       | Dinamo Skopje (2)          |
| (x) Nikčević Svetozarevo        | 1 – 0       | Vlasina (x)                |
| (x) Sloboda B. Novi             | 1 – 5       | Eđšeg Novi Sad (x)         |
| (x) Jedinstvo Bačka Topola      | 5 – 1       | Kvarner (3)                |
| (3) Nafta                       | 2 – 3       | Radnik Bijeljina (3)       |
| (x) Bačka B. Palanka            | 1 – 1 (dts) | Dinamo Pančevo (2)         |
| (x) Mladost Bački Petrovac      | 0 – 1       | Borac Čačak (3)            |
| (x) Mladi Radnik                | 4 – 0       | Brastvo Ada (x)            |
| (3) Naprijed Sisak              | 5 – 1       | Sebenico (3)               |
| (x) Guarnigione JNA Danilovgrad | 0 – 0 (dts) | Jedinstvo Trebinje (x)     |
| (x) Dinamo Vinkovci             | 5 – 1       | Sloga Petrovac (x)         |
| (x) Bečej                       | 1 – 4       | Mornar Spalato (2)         |
| (x) Bratstvo Travnik            | 2 – 1       | Odred (2)                  |
| (3) Dinamo Zaječar              | 1 – 1 (dts) | Srem (3)                   |
| (1) Hajduk Spalato              | n.d.        | Ponziana (1)               |

## Sedicesimi di finale
| Squadra 1                | Risultato   | Squadra 2                  |
| ------------------------ | ----------- | -------------------------- |
| 23 ottobre 1949          |             |                            |
| (3) Borac Čačak          | 2 – 4       | Sarajevo (2)               |
| (x) Bratstvo Travnik     | 0 – 3       | Radnik Bijeljina (3)       |
| (1) Budućnost            | 3 – 0       | Naprijed Sisak (3)         |
| (1) Stella Rossa         | 3 – 1       | Metalac Zagabria (2)       |
| (2) Dinamo Pančevo       | 4 – 0       | Dinamo Vinkovci (x)        |
| (1) Hajduk Spalato       | 6 – 1       | Eđšeg Novi Sad (x)         |
| (x) Jedinstvo Čakovec    | 7 – 5       | Mladi Radnik (x)           |
| (x) Jedinstvo Trebinje   | 0 – 5       | Milicioner Zagabria (3)    |
| (1) Lokomotiva Zagabria  | 3 – 2 (dts) | Mornar Spalato (2)         |
| (1) Metalac Belgrado     | 2 – 1 (dts) | Dinamo Zagabria (1)        |
| (1) Naša krila           | 7 – 0       | Krim Lubiana (x)           |
| (x) Nikčević Svetozarevo | 0 – 5       | Srem (3)                   |
| (3) 6. Oktobar           | 3 – 2       | Jedinstvo Bačka Topola (x) |
| (1) Partizan             | 3 – 2       | Napredak Kruševac (3)      |
| (3) Proleter Zrenjanin   | 1 – 2       | Sloga Novi Sad (1)         |
| (x) Radnički Kragujevac  | 1 – 4 (dts) | Partizan Belgrado II (x)   |

## Ottavi di finale
| Squadra 1               | Risultato   | Squadra 2                |
| ----------------------- | ----------- | ------------------------ |
| 6 novembre 1949         |             |                          |
| (2) Dinamo Pančevo      | 0 – 4       | Stella Rossa (1)         |
| (2) Sarajevo            | 0 – 1       | Partizan Belgrado II (x) |
| (1) Hajduk Spalato      | 7 – 3       | 6. Oktobar (3)           |
| (x) Jedinstvo Čakovec   | 1 – 2       | Budućnost (1)            |
| (1) Metalac Belgrado    | 2 – 2 (dts) | Naša krila (1)           |
| (3) Milicioner Zagabria | 4 – 1       | Srem (3)                 |
| (1) Partizan            | 4 – 3       | Lokomotiva Zagabria (1)  |
| (1) Sloga Novi Sad      | 2 – 0       | Radnik Bijeljina (3)     |

## Quarti di finale
| Squadra 1                | Risultato   | Squadra 2               |
| ------------------------ | ----------- | ----------------------- |
| 20 novembre 1949         |             |                         |
| (1) Stella Rossa         | 3 – 1       | Milicioner Zagabria (3) |
| (1) Naša krila           | 3 – 1       | Partizan (1)            |
| (x) Partizan Belgrado II | 4 – 2       | Hajduk Spalato (1)      |
| (1) Sloga Novi Sad       | 1 – 2 (dts) | Budućnost (1)           |

## Semifinali
| Squadra 1        | Risultato | Squadra 2                |
| ---------------- | --------- | ------------------------ |
| 27 novembre 1949 |           |                          |
| (1) Stella Rossa | 2 – 1     | Partizan Belgrado II (x) |
| (1) Naša krila   | 1 – 0     | Budućnost (1)            |

## Finale
| Arbitro: | Miljenko Podupski (Zagabria) |

|                                      |           |                                 |
| Ognjanov 17’ Takač 76’ Tomašević 87’ | Marcatori | 81’ Borović 88’ (aut.) Đurđević |

| STELLA ROSSA:        |  |                         |  |
|                      |  |                         |  |
| P                    |  | Srđan Mrkušić           |  |
|                      |  | Branko Stanković        |  |
|                      |  | Mladen Kašanin          |  |
|                      |  | Bela Palfi              |  |
|                      |  | Milivoje Đurđević       |  |
|                      |  | Predrag Đajić           |  |
|                      |  | Tihomir Ognjanov        |  |
|                      |  | Rajko Mitić             |  |
|                      |  | Kosta Tomašević         |  |
|                      |  | Josip Takač             |  |
|                      |  | Branislav Vukosavljević |  |
| Allenatore:          |  |                         |  |
| Aleksandar Tomašević |  |                         |  |

| NAŠA KRILA:         |  |                     |  |
|                     |  |                     |  |
| P                   |  | Živko Popadić       |  |
|                     |  | Dragiša Filipović   |  |
|                     |  | Miroslav Jovanović  |  |
|                     |  | Milan Kobe          |  |
|                     |  | Ivan Zvekanović     |  |
|                     |  | Vladimir Adamović   |  |
|                     |  | Aleksandar Panić    |  |
|                     |  | Lenko Grčić         |  |
|                     |  | Aleksandar Petrović |  |
|                     |  | Siniša Zlatković    |  |
|                     |  | Franc Borović       |  |
| Allenatore:         |  |                     |  |
| Nenad Radosavljević |  |                     |  |